# ジョナサン・ノーラン
ジョナサン・ノーラン（Jonathan Nolan、1976年6月6日 - ）は、イギリスの脚本家。

## 人物
イギリス・ロンドン出身。ジョージタウン大学卒。コピーライターでイングランド人の父と客室乗務員でアメリカ人の母のもとに生まれ。イギリスとアメリカの国籍を持つ。兄は映画監督のクリストファー・ノーランで、彼が監督する映画の多くの脚本を担当。
黒澤明の映画と千葉真一の作品を見て育った。

## 作品

### 映画
- メメント Memento （2000年）- 原案
- プレステージ The Prestige （2006年）- 脚本
- ダークナイト The Dark Knight （2008年）- 脚本
- ダークナイト ライジング The Dark Knight Rises （2012年）-  脚本
- インターステラー Interstellar（2014年）- 脚本
- レミニセンス Reminiscence（2021年）- 製作

### テレビドラマ
- PERSON of INTEREST 犯罪予知ユニット Person of Interest （2011 - 2016） - 原案・脚本・監督・製作総指揮
- ウエストワールド Westworld （2016 - ） - 原案・脚本・製作総指揮・監督
- ペリフェラル ～接続された未来～ The Peripheral (2022) - 製作総指揮
- フォールアウト Fallout (2024) - 監督・製作総指揮